# Anna Þorvaldsdóttir
Anna Sigríður Þorvaldsdóttir (motsvarar Thorvaldsdottir), född 11 juli 1977 i Akranesi, Island, är en isländsk tonsättare.
2012 vann hon Nordiska rådets musikpris för verket Dreymi (Dreaming).

## Verk

### Musik för orkester och kammarorkester
- shattering – unity / sundrung – eining för kammarorkester och cd (2003)
- Shatter  för orkester (2004)
- Streaming Arhythmia för kammarorkester och cd (2007)
- Dreymi / Dreaming för orkester (2008)
- Hrim för kammarorkester (2009/10)
- Aeriality för orkester (2011)

### Kammarmusik
- Af djúpri hryggð ákalla ég þig för 8 celli, bygger på en gammal isländsk psalm (2005)
- Breathing för blåsaroktett (2007)
- The Color of Words för kontrabas och kör (2008)
- Rain för sopran, flöjt, gitarr och elektronik (2010)
- – aura – / – ára – ' för 3 slagverkare (2011)
- Shades of Silence för violin, viola, cello och cembalo (2012)
- into–- Second Self för 4 horn, 3 tromboner och 4 slagverkare (2013)
- Ró för basflöjt, basklarinett, piano, slagverk, 2 violiner, viola och cello (2013)
- In the Light of Air för viola, cello, harpa, piano, slagverk och elektronik (2013/14)
- aequilibria för altflöjt, basklarinett, fagott, horn, trombon, piano, violin I, violin II, viola, cello och kontrabas (2014)

### Verk för två instrument
- Tactility, ljudinstallation för slagverk och harpa (2012)
- Hvolf för sopran och piano (2009)
- [one] för slagverkare, pianist och flygel (2008)
- Particles för slagverk och harpa (2007)

### Verk för ett instrument
- In Two Different Places för flöjt och cd (2003)
- Fingerprints för cembalo(2003)
- Frankly för slagverk(2004)
- Þann heilaga kross, preludium för orgel (2009)
- Harpa för harpa (2009)
- hidden för slagverkare och flygel (2009)
- Ethereality, ljudinstallation för basflöjt och elektronik (2009)
- scape för piano (2011)
- Trajectories för piano och elektronik (2013)
- Transitions för cello (2014)

### Körverk
- Heyr mig mín sál för blandad kör, bygger på en gammal isländsk psalm (2003)
- Heyr þú oss himnum áför blandad kör, bygger på en gammal isländsk psalm (2005)
- Jólasöngur, julsång från 1891 för barnkör och kör (2007)
- Þann heilaga kross för kör (2009)

### Elektronisk musik
- Breath för vokalist, stetoskop och dator (2008)
- Breathing Room, ljudinstallation för röster, stetoskop och dator (2009)
- Breathing Peace för röster, stetoskop och dator (2009)
- Orchestronics (2012)

### Scenmusik
- Memory of Silence, musik för en radiopjäs (2009)
- XL, filmmusik (2012)
- UR_, kammaropera i en akt (2015)